# Leśny wojownik
Leśny wojownik – amerykański film przygodowy z 1996 roku z Chuckiem Norrisem w roli głównej. Choć nie miał on premiery kinowej, tylko od razu został wydany na rynek kina domowego, to szerzej stał się znany pod koniec 2011 roku, za sprawą sceny (funkcjonującej jako internetowy mem), w której Chuck Norris gołą ręką zatrzymuje piłę łańcuchową. Powstał nawet animowany GIF używany na internetowych forach, a w serwisie Youtube film miał kilka milionów odtworzeń.
W 1997 r. aktorzy z obsady filmu Trenton Knight, Megan Paul, Josh Wolfor, Michael Friedman i Jordan Brower otrzymali nominację do nagrody Young Artist Awards.

## Obsada
- Chuck Norris jako John McKenna
- Terry Kiser jako Travis Thorne
- Max Gail jako szeryf Ramsey
- Michael Beck jako Arlen Slaighter
- Roscoe Lee Browne jako Clovis Madison
- Trenton Knight jako Justin Franklin
- Megan Paul jako Austene Slaighter
- Josh Wolford jako Logan Anderson
- Jordan Brower jako Brian Anderson
- Michael Friedman jako Lewis Burdette
- Loretta Swit jako Shirley
- Elya Baskin jako Buster

## Fabuła
W lasach Tanglewood, według legendy, żyje strażnik John McKenna, który w 1875 roku zginął ponieważ nie chciał sprzedać ziemi należącej do Indian towarzystwu kolejowemu. Do życia powrócił jednak za sprawą Ducha Góra i teraz jako istota duchowa może chronić las i przybierać postacie wilka, niedźwiedzia lub orła. Pewnego dnia spokój w okolicy zakłóca pojawienie się Travisa Thorne’a – przemysłowca, który wraz ze swoimi ludźmi chce wyciąć okoliczne drzewa. McKenna wraz z nowo poznaną grupą dzieci postanawia udaremnić jego plany.